# Коромыслов, Василий Михайлович
Васи́лий Миха́йлович Коромы́слов (род. 3 марта 1959) — советский легкоатлет, специалист по стипльчезу. Выступал на всесоюзном уровне во второй половине 1980-х годов, обладатель серебряной медали Игр доброй воли, многократный призёр первенств всесоюзного и всероссийского значения, участник чемпионата Европы в Сплите. Представлял Пермь и спортивное общество «Спартак». Мастер спорта СССР международного класса.

## Биография
Василий Коромыслов родился 3 марта 1959 года. Занимался лёгкой атлетикой в Перми, выступал за РСФСР и добровольное спортивное общество «Спартак».
Впервые заявил о себе на всесоюзном уровне в сезоне 1985 года, когда в беге на 3000 метров с препятствиями одержал победу на соревнованиях в Ленинграде.
В 1987 году в стипльчезе победил на соревнованиях в Сочи, получил серебро на Мемориале братьев Знаменских в Москве, взял бронзу на чемпионате СССР в Брянске.
В 1988 году в той же дисциплине выиграл старты в Сочи, Челябинске и Москве, стал бронзовым призёром на чемпионате СССР в Киеве.
В 1989 году выиграл золотую и бронзовую медали на соревнованиях в Сочи и Брянске соответственно, финишировал четвёртым на чемпионате СССР в Горьком.
В 1990 году завоевал бронзовую награду на зимнем чемпионате СССР в Челябинске, выиграл турнир в Сочи, был вторым на Мемориале братьев Знаменских в Москве и третьим на летнем чемпионате СССР в Киеве. Благодаря череде удачных выступлений удостоился права защищать честь страны на Играх доброй воли в Сиэтле — в программе бега на 3000 метров с препятствиями с результатом 8:33.76 пришёл к финишу вторым, уступив лишь американцу Брайану Димеру, и стал серебряным призёром. Позднее также бежал стипльчез на чемпионате Европы в Сплите — на предварительном квалификационном этапе установил свой личный рекорд 8:24.59, но этого оказалось недостаточно для выхода в финальную стадию.
За выдающиеся спортивные достижения удостоен почётного звания «Мастер спорта СССР международного класса».